# موجن يكيتوفت
موجن يكيتوفت (ولد في 9 يناير 1946) هو سياسي دانماركي وشخصية بارزة في الحزب الاشتراكي الديمقراطي.

## الحياة
ولد يكيتوفت لوالدين غير متزوجين ووضع للتبني وتم تبنيه مرتين.